# 紫花溲疏
紫花溲疏（学名：Deutzia purpurascens）为绣球花科溲疏属下的一个种。其种加词“purpurascens”意为“有点紫色的”。